# The Christians

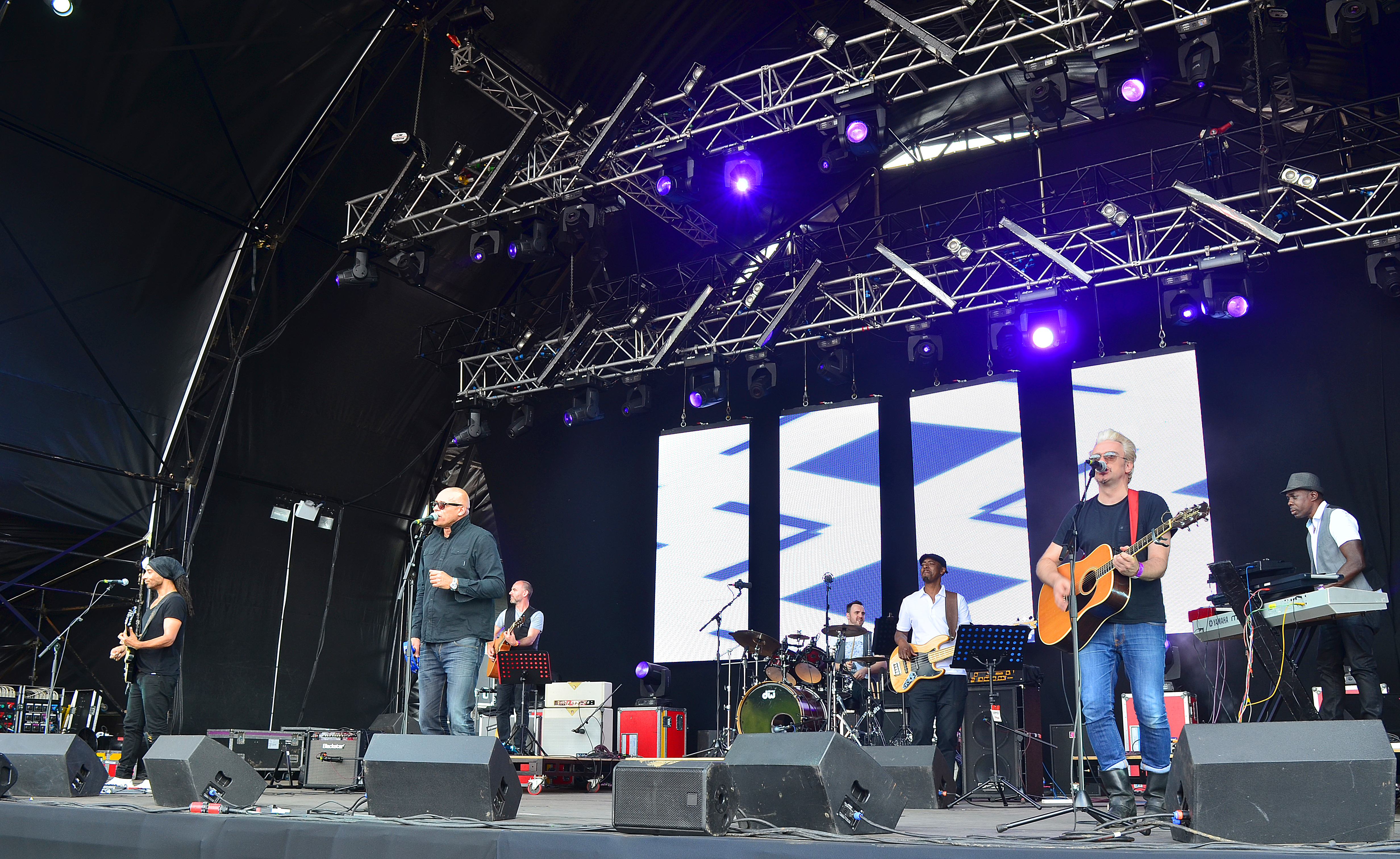
The Christians (2014)

The Christians est un groupe d'influence pop formé en 1985 à Liverpool, Royaume-Uni, qui a réalisé plusieurs succès internationaux dans les années 1980 et au début des années 1990.

## Biographie
Le nom du groupe fait référence au nom de famille des trois frères qui font partie de la formation originale ; Christian est aussi le deuxième prénom du guitariste Henry Priestman.
Garry Christian (né le 27 février 1955, Liverpool) (chant), Roger Christian (né le 13 février 1950 - mort le 8 mars 1998 d'une tumeur au cerveau) (chanteur, instrumentiste), Russell Christian (né le 8 juillet 1956) (claviers, saxophone, chant), et Henry Priestman (né Christian Henry Priestman, 21 juillet 1955, à Kingston-upon-Hull, élevé à Liverpool) (claviers, guitares, chant) ont formé le groupe en 1985. En raison d'une réticence à tourner, Roger a quitté le groupe en 1987.
AllMusic décrit The Christians comme un groupe de blue-eyed soul, à savoir un mélange de soul et de rhythm and blues joué et chanté par des musiciens blancs. Les frères Christian sont membres d'une famille nombreuse née d'un père jamaïcain, ingénieur de métier, et d'une mère blanche de Liverpool.
Le groupe figure parmi un certain nombre de groupe soul d'influence dans les années 1980 qui ont développé des liens étroits avec le punk rock britannique, la new wave et le post-punk.
En termes de textes politiquement engagés, le groupe présentait des similitudes avec des groupes comme The Blow Monkeys. Musicalement, ils sont plus proches de groupes jouant sur des harmonies classiques noires comme The Persuasions.
Dans Rock: The Rough Guide, un critique, Charles Bottomley, a décrit le groupe comme « The Temptations en jeans déchirés ».

## Succès discographique
En 1987, paraît le premier album du groupe dont les cinq singles extraits atteignent tous le Top 40 anglais (l'album lui-même s'y classe 2ème). Ce disque et ses singles rencontrent également un certain succès international.
En 1988, ils publient une reprise du groupe The Isley Brothers Harvest for the World, et offrent toutes les recettes à un organisme de bienfaisance. Le clip est réalisé en animation, créé par quatre compagnies de pointe dans ce domaine, notamment Aardman Animations. La vidéo a remporté plusieurs prix, et le single a atteint la 8e place dans les classements britanniques.
1989 voit la sortie d'un autre single caritatif à succès, cette fois une version de Ferry Cross the Mersey, une reprise de Gerry and the Pacemakers, en compagnie d'autres artistes tels que Paul McCartney, Holly Johnson, Gerry Marsden de Gerry and the Pacemakers et Stock Aitken Waterman (producteur de Kylie Minogue, Rick Astley etc.). Le single sort pour venir en aide à tous ceux qui sont touchés par la tragédie de Hillsborough. Le single reste numéro 1 dans les charts pendant plusieurs semaines au Royaume-Uni et se classe n° 5 en Allemagne.
Leur second album Colour paraît en 1990 et atteint la 1re place au Royaume-Uni et le Top 20 dans plusieurs autres pays ; il comprend le tube international Words, classé n°1 au Top 50 français pendant 2 semaines consécutives, 18e au Royaume-Uni et en Suède, n°5 aux Pays-Bas pendant deux semaines, n°6 aux Irlande, etc. Le second single extrait de l'album, I Found Out, atteint la 22e place en France et la 56e au Royaume-Uni.
En 1992, leur troisième LP Happy in Hell se classe 18e au Royaume-Uni. Son premier single, What's In A Word, entré dans le Top 40 et classé dans le Top 20 en France, a également percé en Allemagne dans le Top 75, atteignant la 60e place. Une autre chanson de l'album, une reprise de The Bottle publiée comme troisième single, se classa aussi dans le Top 40 anglais.
Au début des années 1990, le groupe, en perte de popularité, continue de tourner. Un best-of, The Best of The Christians, est publié en 1993, et culmine à la 22e place au Royaume-Uni.

## Pause et reformation
Garry Christian s'installe à Paris en 1995 pour enregistrer un album solo, marquant la rupture effective du groupe, même si aucune annonce officielle n'a été faite, et laissant la porte  ouverte à une reformation future. En 1998, le membre fondateur Roger Christian meurt d'une tumeur au cerveau. En 1999, The Christians font ensemble un concert acoustique Unplugged. Ils font une tournée de 36 dates au Royaume-Uni, puis une tournée semblable en 2000, avec le guitariste et compositeur Paul Campbell, qui les accompagne sur l'ensemble de leurs tournées jusqu'en 2003.
En 2001, The Christians commencent à écrire des chansons pour l'album Prodigal Sons, publié en 2003. Il est soutenu par une tournée britannique en octobre 2003, tournée qui passe ensuite par la France et l'Espagne pour revenir au Royaume-Uni en 2004.
En 2005, Russell Christian décide d'arrêter de donner des concerts. The Christians remontent un orchestre complet en remplacement de la formation acoustique de quatre personnes qui tournait depuis 1999. Ce nouveau groupe comprenant Garry Christian (chant), Joey Ankrah (guitare acoustique/chœurs), Stewart Boyle (guitare électrique), Bobby Kewley (Guitare basse), et Jay Iving (batterie) est dévoilé sur la tournée 2007. Une autre tournée suit en 2008.
En 2009, Garry est approché par Archambault Records, label français, afin de parvenir à un accord commercial. C'est chose faite et, en janvier 2009 le groupe de Liverpool sort le single Overwhelmed. La nouvelle formation effectue une tournée française et joue quelques dates au Royaume-Uni (Acoustic Festival, Jazz Cafe le 13 juin 2009).
En 2012, le groupe publie une édition Deluxe des deux premiers albums avec des inédits et des remixes et propose en juin deux nouveaux titres studio : Speed Of Life et Overwhelmed (dont il existait une version live sur l'album de 2009).
En 2015, l'album intitulé WE propose 10 nouveaux morceaux dont Big red sky qui rend hommage aux 96 victimes de la Tragédie de Hillsborough le 15 avril 1989.

## Discographie

### Singles
- "Forgotten Town" / "One in a Million" / "Man Oh Man" / "Look Around" (Island Records) 1987
- "Hooverville (And They Promised us the World)" / "No Reason" / "The Losing Game" (Island) 1987
- "When the Fingers Point" / "Rebecca" / "Every Town Waltz" / "Throw a Farewell Kiss" (Island) 1987
- "Ideal World" / "Say It Isn't So (Part one)" / "Rocking Chair Blues" / "Ideal World" (TR 808 mix)" (Island) 1987
- "Born Again" / "Forgotten Town" (U.S. version) / "A Lovers' Question" / "Undecided (a cappella)" (Island) 1988
- "Harvest for the World" / "Harvest For The World (remix)" / "Small Axe" (Island) 1988
- "Ferry Cross the Mersey" (avec Divers artistes incluant Paul McCartney, Holly Johnson, Gerry Marsden de Gerry and the Pacemakers et Stock Aitken Waterman) (Island) 1989
- "Words" / "Long Gone" / "Funny Money" (Island) 1990
- "I Found Out" / "Save Us From Our Friends" / "Sent Here to Shine" (Island) 1990
- "Greenbank Drive" / "Nomad soul" / "Laurie Latham" (remix) / "From The Water's Edge" (Island) 1990
- "What’s In A Word" / "Happy in Hell" / "You Never Know" (Island) 1992
- "Father" / "World" / "Forgotten Town" / "Ideal World" (remix) (Island) 1992
- "The Bottle" / Group Corporation vocal mix / Ray Haden sugar free mix / Sound foundation dub mix (Island) 1993
- "Big red sky" / Written by Christian/Parker/Ankrah / Label GARRIBALDI 2015

### Albums studio
- The Christians (1987)
- Colour (1990)
- Happy In Hell (1992)
- Prodigal Sons (2003)
- Soul from Liverpool (2009)
- Speed of Life (2012)
- We (2015)

### Compilations / Rééditions
- Best of the Christians (1993)
- The Christians (2012) (Edition Deluxe agrémentée d'un CD bonus avec 18 titres : faces B, inédits, remixes...)
- Colour (2012) (Edition Deluxe agrémentée de 7 titres bonus : faces B & remixes)